# Åhus
Åhus – miejscowość (tätort) w Szwecji i port nad Morzem Bałtyckim, w regionie administracyjnym (län) Skania. Druga pod względem zaludnienia miejscowość (tätort) gminy Kristianstad.
W 2015 roku Åhus liczyło 9840 mieszkańców.

## Położenie
Miejscowość jest położona na wschodnim wybrzeżu prowincji historycznej (landskap) Skania u ujścia północnej odnogi rzeki Helge å do Hanöbukten, ok. 20 km na południowy wschód od Kristianstad.

## Historia

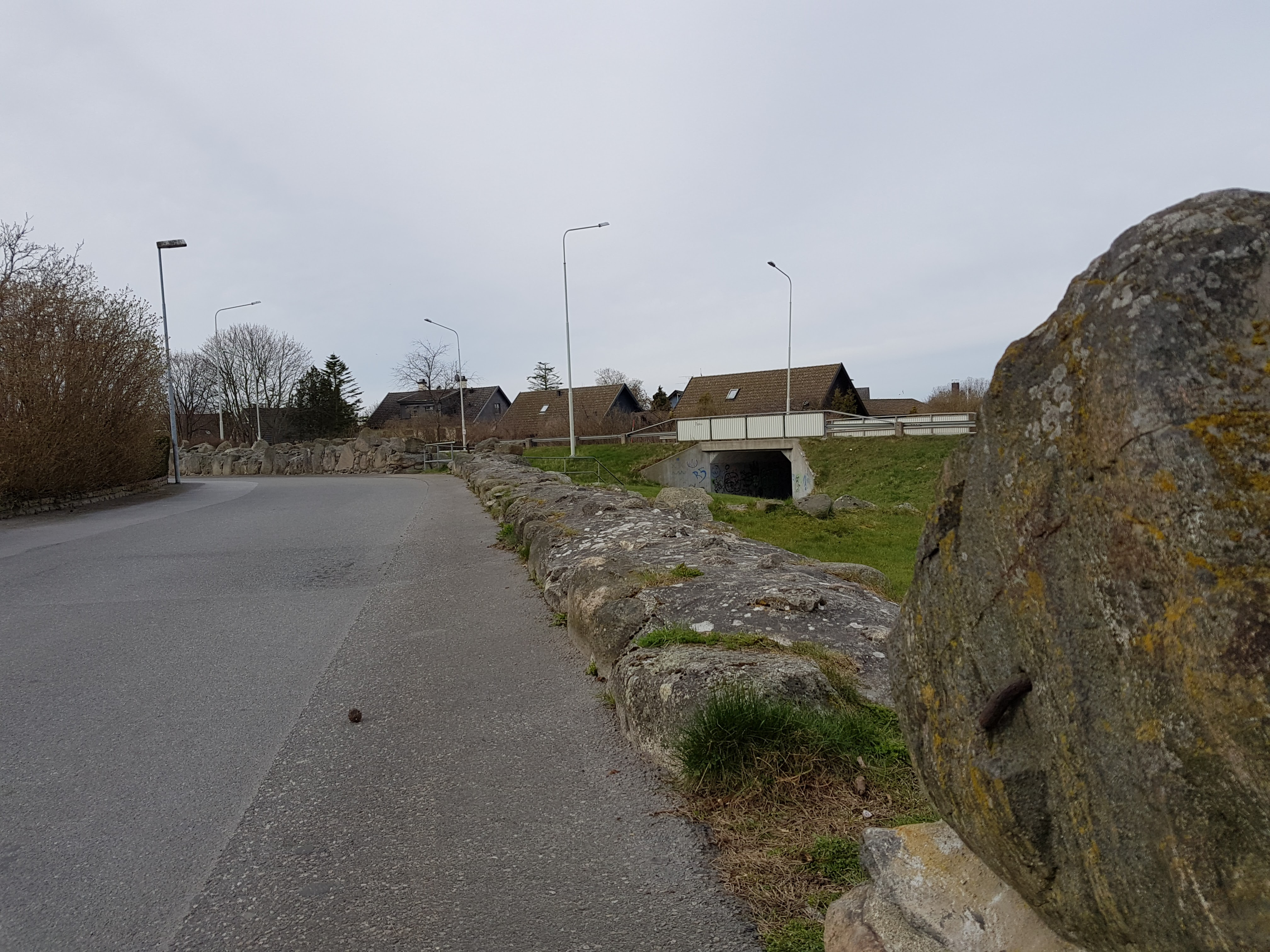
Resztki murów miejskich

Historia Åhus sięga okresu wikingów. W połowie VIII w. istniała tu znacząca osada handlowa. W 1149 roku miejscowość, nazywana wówczas Aos (ujście rzeki), z okolicą została nadana arcybiskupowi Lund, Eskilowi, który w drugiej połowie XII wieku polecił zbudować zamek (Aosehus). Rok 1149 uważa się też za datę założenia miasta. Jednak dopiero z 1299 roku pochodzi najstarsza wzmianka o prawach miejskich Åhus. Na XIII–XV wiek przypada okres świetności, ważnego wówczas w Danii miasta handlowego i portu na wschodnim wybrzeżu Skanii. Na początku XIV wieku zbudowano mury miejskie, których fragmenty zachowały się do dziś.
W okresie reformacji miasto, należące dotąd do arcybiskupów Lund, podupadło i straciło na znaczeniu. Przyczyniły się do tego także spustoszenia dokonywane podczas kolejnych wojen duńsko-szwedzkich. W 1617 roku król Danii Chrystian IV odebrał Åhus prawa miejskie, które zostały przekazane założonemu przez niego w 1614 roku pobliskiemu Kristianstad.
Dopiero pod koniec XIX w., kiedy Åhus zostało połączone linią kolejową z Kristianstad (1886) oraz ulepszono i rozbudowano tamtejszy port (1895–1898), miejscowość zaczęła się ponownie rozwijać. W 1887 roku Åhus uzyskało status municipalsamhälle, a w 1905 roku köping. W wyniku reformy administracyjnej w 1971 roku Åhus köping weszło w skład nowo utworzonej gminy Kristianstad (Kristianstads kommun).

## Demografia
Liczba ludności tätortu Åhus w latach 1960–2015:

## Atrakcje turystyczne
Åhus jest popularną miejscowością wypoczynkową oraz kąpieliskiem nadmorskim z pasem piaszczystych plaż na wybrzeżu Hanöbukten. Zachował się także średniowieczny układ urbanistyczny miejscowości. Åhus i jego okolice znane są z połowów węgorza, którego przyrządzanie jest miejscową specjalnością i stanowi atrakcję turystyczną.

## Gospodarka
W Åhus znajduje się rozlewnia wódki Absolut, której właścicielem jest francuski koncern Pernod Ricard. Mają tam też swoją siedzibę firmy Ateljé Lyktan AB, Blå Station AB, Knauf Danogips GMBH. Ważnym przedsiębiorstwem jest także port Åhus (Åhus Hamn & Stuveri AB), obsługujący głównie kontenerowce.

## Galeria

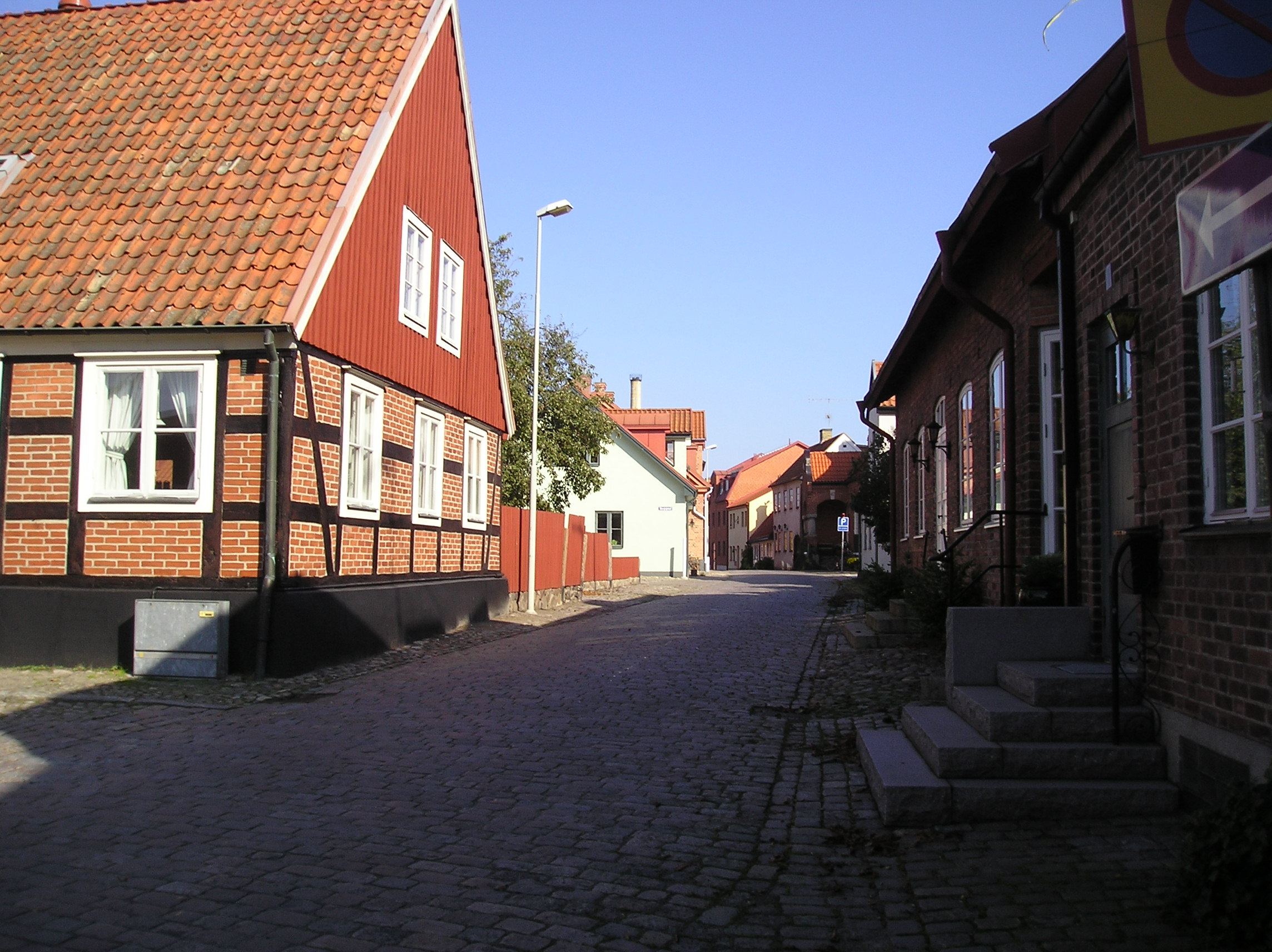
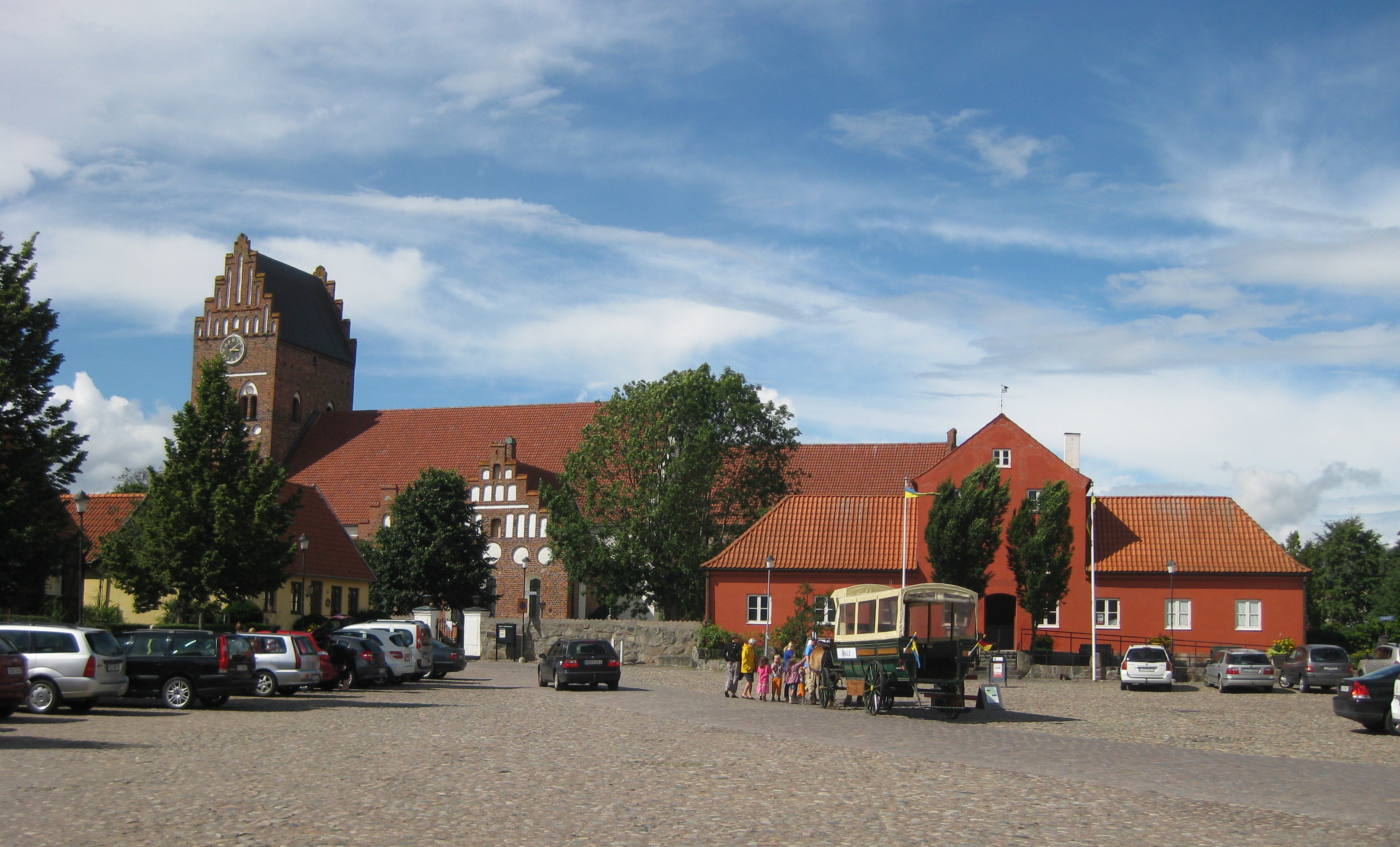
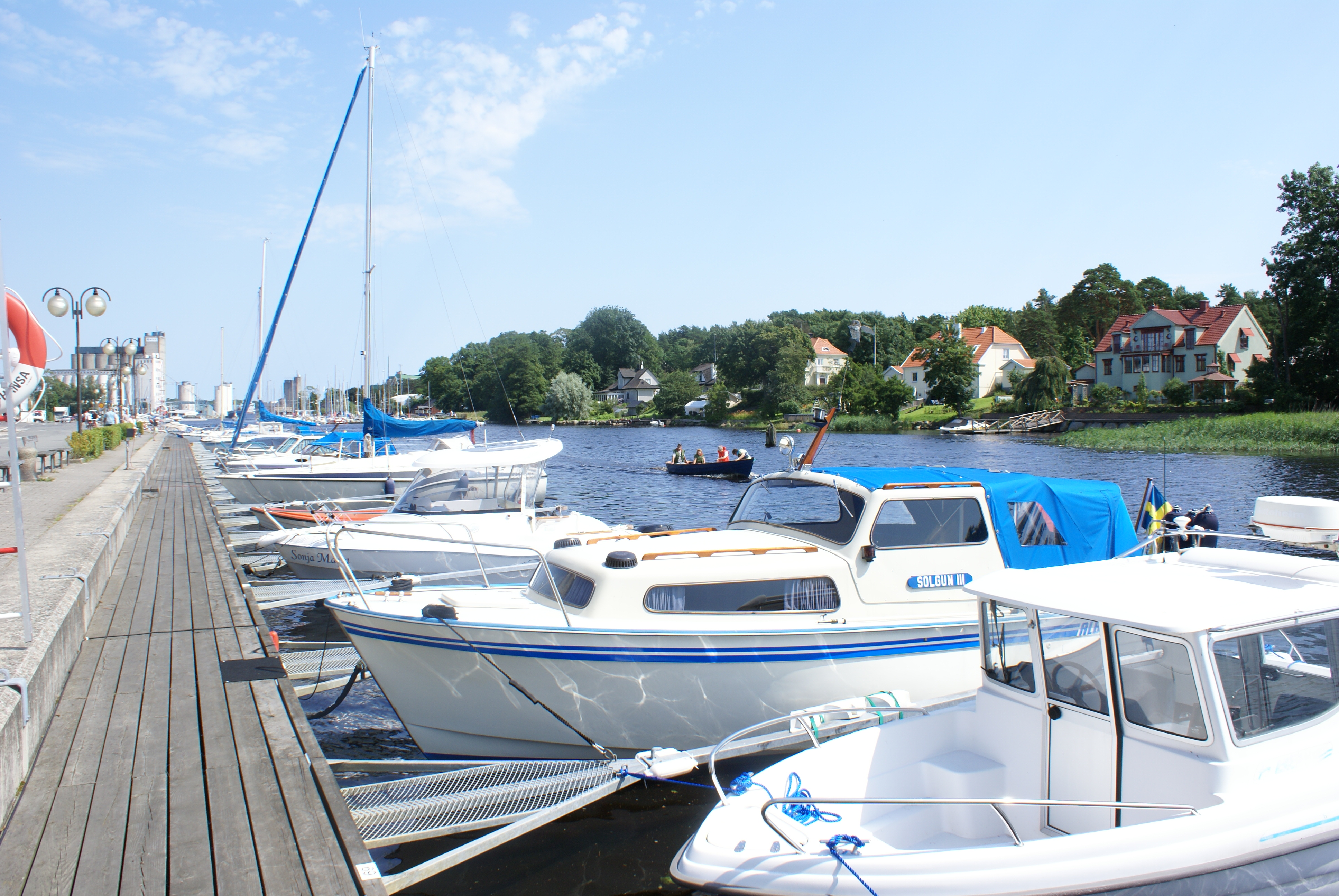
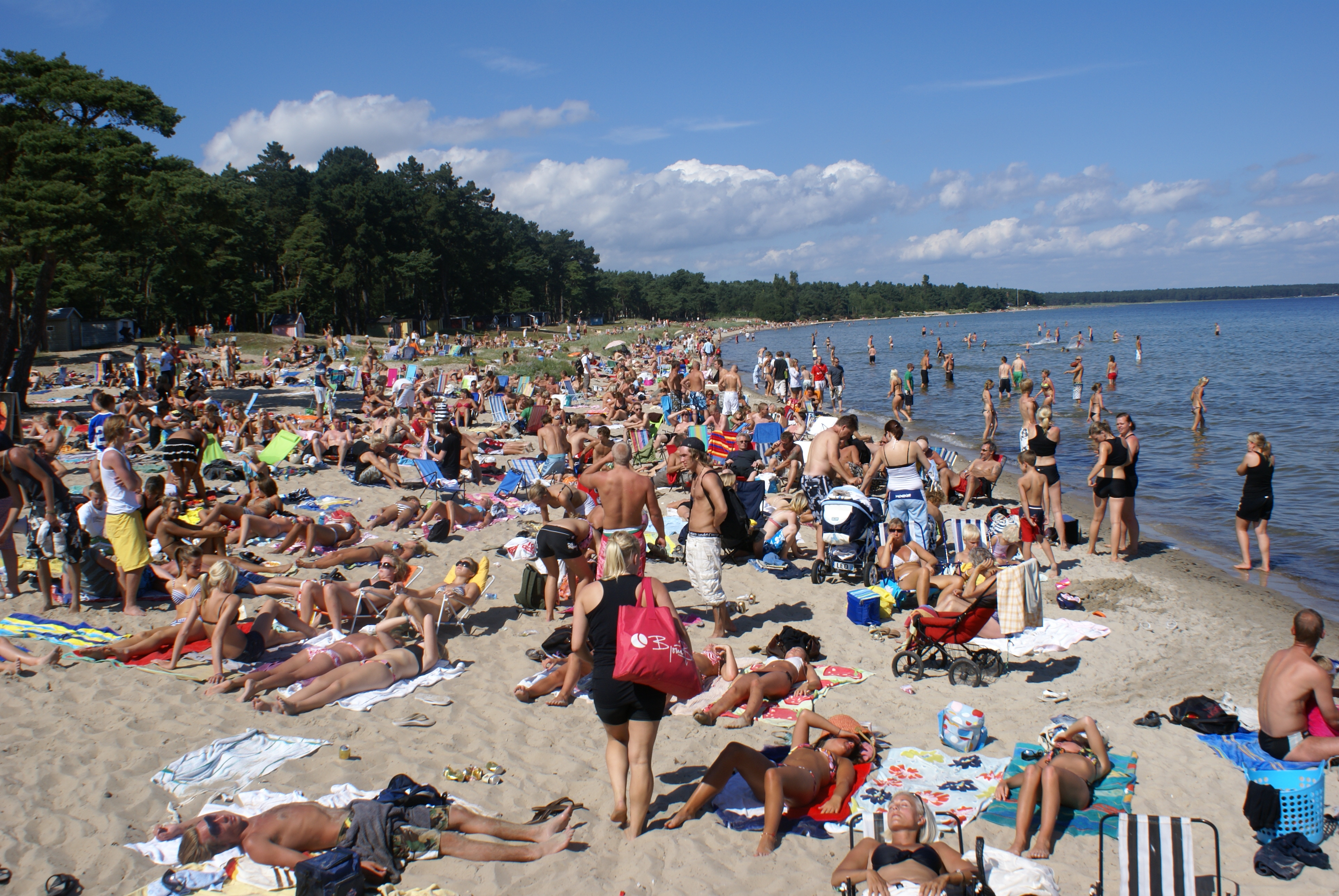
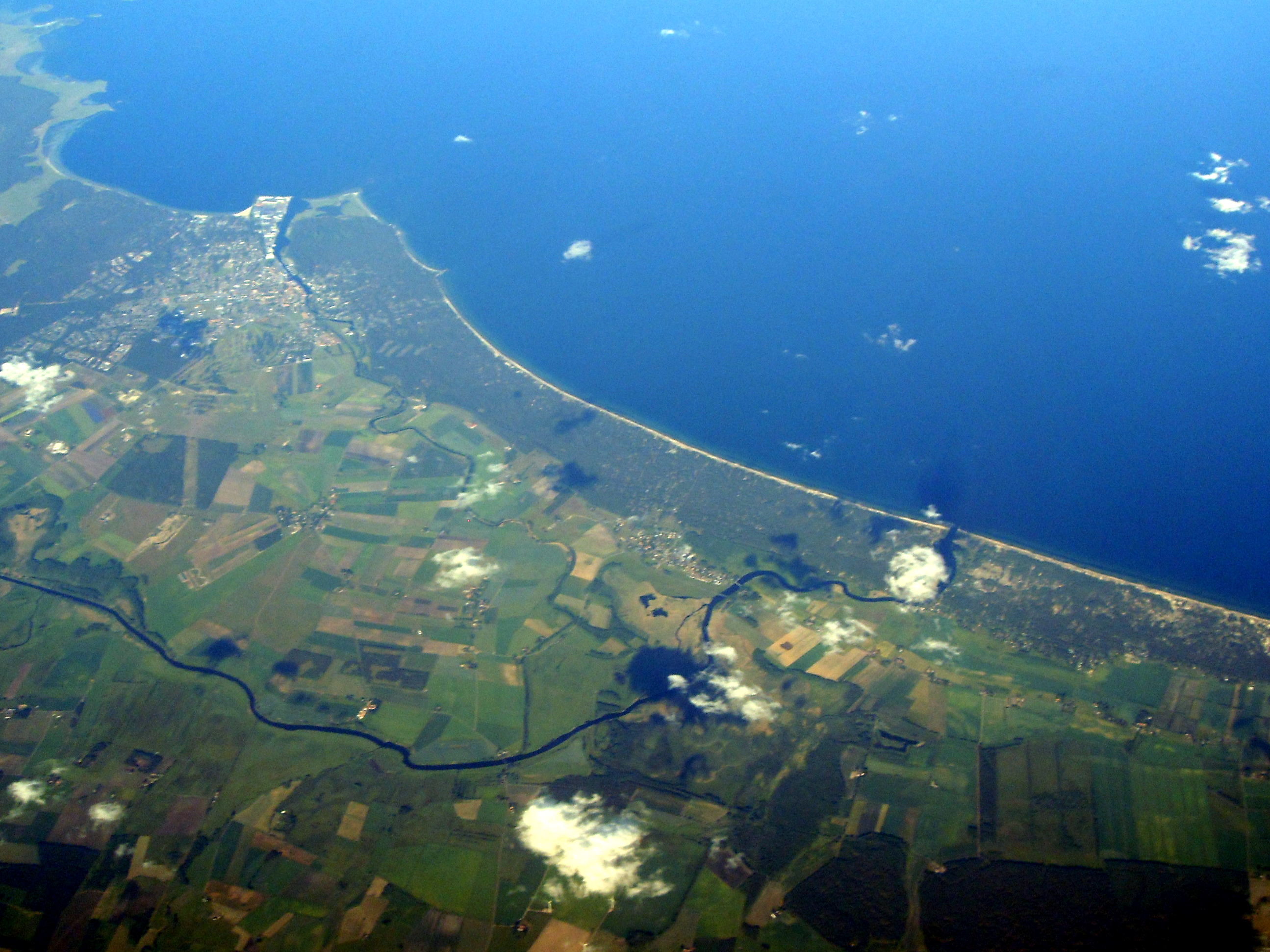